# Tommy Wiseau
Tommy Wiseau is een Amerikaans scenarioschrijver, regisseur, filmproducent en acteur. Hij is de oprichter van het filmproductiebedrijf Wiseau Films. Wiseau is vooral bekend om zijn film The Room, die wordt beschreven als "een van de slechtste films ooit", en heeft zich een cultstatus binnen de filmwereld verworven. Wiseau heeft tevens de documentaire Homeless in America gemaakt en filmde de pilotaflevering van de sitcom The Neighbors.

## Persoonlijk leven
Ondanks zijn ondefinieerbaar Oost-Europees accent, noemt Wiseau zich Amerikaans. Wiseau zou op 3 oktober 1955 geboren zijn in Poznan in Polen. Na het verlaten van zijn geboorteland kwam hij in West-Europa, en woonde hij een periode in Frankrijk. Later emigreerde hij naar de Verenigde Staten en werd hij woonachtig in Louisiana. Hij vestigde zich op een zeker moment in San Francisco, waar hij werkte in een ziekenhuis. Als hobby studeert Wiseau psychologie.

## Loopbaan
Voordat hij een loopbaan in acteren begon, wilde Wiseau rockster worden. Hij heeft aangegeven dat hij is beïnvloed door James Dean, Marlon Brando, Elizabeth Taylor, Tennessee Williams, The Guns of Navarone en Citizen Kane.

### Film
Wiseaus bekendste werk is de cultfilm The Room, uitgebracht in 2003. De film werd door de recensenten direct neergesabeld. Echter werd The Room al gauw een "cultklassieker", met nachtelijke voorstellingen in bioscopen door het hele land. De bezoekers dragen vaak pruiken om op hun favoriete karakters te lijken, praten mee met de dialogen op het scherm en gooien plastic lepels en footballs door de zaal. Deze belangstelling leidde tot The Room's 2010-2011 "Love is Blind" International Tour, waar de film onder meer werd vertoond in Groot-Brittannië, Duitsland, Denemarken, Australië en India. Wiseau verschijnt bij veel van deze gelegenheden, waar hij met fans poseert voor foto's en regelmatig met hen praat.
In 2004 produceerde en verscheen Wiseau in de korte documentaire Homeless in America. In 2010 speelde Wiseau een rol in een korte film, genaamd The House That Drips Blood on Alex, een parodie op horrorfilms, geschreven en geproduceerd door de sketch-groep Studio8. Op 24 juli 2010 kreeg deze film een voorvertoning tijdens de Comic-Con, ging in première bij Comedy Central en verscheen online op 14 oktober 2010.

### Televisie
In 2008 produceerde en acteerde Wiseau in de pilotaflevering van een televisieserie, genaamd The Neighbors, die hij als normale sitcom wilde lanceren. Tot op heden is deze pilot door geen enkele televisiezender uitgezonden.
In 2009 had Wiseau een gastrol in een aflevering van het vierde seizoen van Tim and Eric Awesome Show, Great Job!, genaamd "Tommy", waarin Wiseau tevens gastregisseur was in het fragment Pigman. Later vertelde hij tegen interviewer dat hij in deze aflevering slechts acteerde, en dat hij direct weer met het duo zou willen samenwerken. In een interview met Tim en Eric in Wired, komt naar voren dat zij samen met Wiseau werken aan twee series.

### Internet
In 2011 was Wiseau te zien in een YouTube-webserie, genaamd Tommy Explains It All. In deze afleveringen zet Wiseau zijn visie uiteen over diverse onderwerpen, variërend van Citizen Kane tot de kunst van het kussen.
Wiseau verscheen tevens in gedeelten op Machinima.com, genaamd The Tommy Wi-show. Hier speelt Wiseau verschillende computerspellen, zoals Mortal Kombat en voorziet deze van commentaar.

## Filmografie
| Jaar | Titel                                 | Rol          | Opmerkingen                                                           |
| ---- | ------------------------------------- | ------------ | --------------------------------------------------------------------- |
| 2003 | The Room                              | Johnny       | Regisseur, producent, uitvoerend producent, schrijver, hoofdrolspeler |
| 2004 | Homeless in America                   | Interviewer  | Regisseur, producent, schrijver                                       |
| 2009 | Tim and Eric Awesome Show, Great Job! | Zichzelf     | Eén aflevering                                                        |
| 2010 | The House That Drips Blood on Alex    | Alex         |                                                                       |
| 2018 | Best F(r)iends                        | Harvey Lewis |                                                                       |

## Prijzen
| Jaar | Prijs                                                                          | Categorie                                 | Film                                         |
| ---- | ------------------------------------------------------------------------------ | ----------------------------------------- | -------------------------------------------- |
| 2004 | New York International Independent Film & Video Festival                       | Best Social Documentary (L.A. Festival)   | Homeless in America (samen met Kaya Redford) |
| 2004 | New York International Independent Film & Video Festival                       | Audience Award – Feature (Miami Festival) | The Room                                     |
| 2010 | Harvard's Ivory Tower (Harvard Undergraduate Television) Filmmaker of the Year | Filmmaker of the Year                     | The Room and other projects                  |